# Tenhi
Tenhi (произносится как «тэ́нхи») — финская группа, играющая в стиле дарк-фолк. «Tenhi» — старое финское слово, означающее старейшину деревни, мудреца или прорицателя.
Характерными чертами звучания являются минималистичность, меланхоличность и переплетение этнических мотивов с элементами современной рок-музыки. Мелодичность акустических инструментов и вокала создаёт фолковую концепцию стиля. Участники группы традиционно используют такие инструменты, как гитара, бас-гитара и барабаны. Нередко встречаются фортепиано, скрипка, контрабас, виолончель, флейта, также в некоторых альбомах можно услышать губную гармонику, фисгармонию, уду и синтезатор.

## Состав группы

### Постоянные участники
- Тюко Саарикко (Tyko Saarikko) — вокал, акустическая- и электро гитары, синтезатор, голос, уду, перкуссия, автор (основатель)

- Илмари Иссакайнен (Ilmari Issakainen) — бас-гитара (с 1998г.), гитара, пианино, ударные (с 2000г.), автор, бэк-вокал

### Концертные/сессионные участники
- Инка Ээрола (Inka Eerola) — скрипка  (2000–2007, 2017–наст.время)

- Янина Лехто (Janina Lehto) — флейта (2000–2007, 2017–наст.время)

- Яакко Хильппё (Jaakko Hilppö) — бэк-вокал (с 2002), концертный бас-гитарист (с 2000)
- Туукка Толванен (Tuukka Tolvanen) — бэк-вокал (с 2003), концертный гитарист (с 2000)

- Jussi Lehtinen — пианино (2001–2007, 2015—наст.время) (весь бэк-вокал на альбоме "Saivo") (2011))
- Raimo Kovalainen — ударные (2001–2007, 2015—наст.время)

### Бывшие участники
- Илкка Салминен (Ilkka Salminen) — ударные (1997—2000), басс-гитара (1997—1998, 2004—2008), акустическая гитара (1997–2008), синтезатор (1997—1998), основной вокал (1998—2008), гармониум (2004—2008), перкуссия (2004—2008)
- Элеонора Лунделль (Eleonora Lundell) — альт, виолончель (1998—2001)
- Веэра Партанен (Veera Partanen) — флейта (1999—2000)
- Кирсикка Вийк (Kirsikka Wiik) — виолончель (в альбоме «Väre»)
- Paula Lehtomäki — скрипка (2008—2012)
- Паула Рантамяки (Paula Rantamäki) — скрипка на концертах в 2007 году

## Дискография
- Kertomuksia (демо, 1997)
- Hallavedet (mcd, 1998)
- Kauan (CD, 1999)
- Airut: ciwi (mcd, 2000)
- Väre (CD, 2002)
- Maaäet (CD, 2006)
- Airut:aamujen (CD, 2006)
- Folk Aesthetic 1996-2006 (CD, 2007)
- SAIVO (анонсирован 15 июня 2011 г.)
- Valkama (CD, 2023)[1]

## Интересные факты
- Музыка Tenhi оказала огромное влияние на творчество российско-украинской частично финноязычной группы Kauan, название которой, по-видимому, происходит от названия дебютного альбома Tenhi.

### Интервью
- Tenhi Interview 2004 at Heathen Harvest
- Tenhi Interview II 2006 at Heathen Harvest